# 中竹野村
中竹野村（なかたけのむら）は、兵庫県城崎郡にあった村。現在の豊岡市竹野町の北部、竹野川の下流域、山陰本線・竹野駅の南方一帯にあたる。

## 地理
- 河川：竹野川、大谷川

## 歴史
- 1889年（明治22年）4月1日 - 町村制の施行により、美含郡林村・下塚村・東大谷村・金原村・轟村・小丸村・鬼神谷村・須谷村・芦谷村・阿金谷村・和田村・羽入村・松本村・草飼村の区域をもって発足。
- 1896年（明治29年）4月1日 - 所属郡が城崎郡に変更。
- 1955年（昭和30年）3月3日 - 三椒村・竹野村・奥竹野村と合併し、改めて竹野村が発足。同日中竹野村廃止。

## 交通

### 鉄道路線
- 日本国有鉄道
  - 山陰本線
    - 竹野駅